# Sami Al-Hashash
Sami Mohamed Al-Hashash (15 de setembro de 1959) é um ex-futebolista profissional kuwaitiano, que atuava como defensor.

## Carreira
Sami Al-Hashash fez parte do elenco da histórica Seleção Kuwaitiana de Futebol da Copa do Mundo de 1982. 